# HD 96566
HD 96566 (z1 Carinae / z1 Car) — звезда в созвездии Киля. Это — жёлтый гигант спектрального класса G с видимой звёздной величиной +4.62, звезда удалена от Земли на 370 световых лет.